# Enric Reyna
Pour les articles homonymes, voir Reyna.
Enric Reyna i Martinez (15 mai 1940 à Barcelone) est un promoteur immobilier. Il devient le 37e Président du FC Barcelone le 12 février 2003 à la suite de la démission de Joan Gaspart.

## 84 jours de règne
Socio du club depuis 1965, Enric Reyna rejoint la direction du club espagnol en 2000 lors de la prise de fonction de Joan Gaspart. En décembre 2002, il devient vice-Président du club, puis Président le 12 février 2003 avec pour mission d'organiser les élections. Il abandonne son poste le 6 mai 2003 pour laisser sa place à un comité de gestion chargé de lancer le processus électoral.